# عبد الرحمن يوسف (لاعب كرة قدم)
عبد الرحمن يوسف (مواليد 28 أغسطس 1993، لاعب كرة قدم إماراتي يجيد اللعب في الدفاع مع نادي خورفكان في دوري الخليج العربي الإماراتي .
لعب لأندية الوصل والأهلي و الظفرة و النصر و خورفكان.

## روابط خارجية
- عبد الرحمن يوسف على موقع Soccerway.com (الإنجليزية)